# Coelociontidae
Coelociontidae Iredale, 1937 è una famiglia di molluschi gasteropodi polmonati dell'ordine Stylommatophora. È l'unica famiglia della superfamiglia Coelociontoidea.

## Distribuzione e habitat
La famiglia è presente in Australia e nelle Filippine.

## Tassonomia
Comprende 4 specie in 2 generi:
- Coelocion Pilsbry, 1904 (3 specie)
- Perrieria Tapparone Canefri, 1878 (1 sp.)